# Reserva Natural Urbana El Corredor
La Reserva Natural Urbana El Corredor es una reserva natural municipal perteneciente a la localidad de Bella Vista, partido de San Miguel, en Buenos Aires (Argentina).

## Historia
La Reserva Natural Urbana El Corredor empezó como un proyecto de la Subsecretaría de Control y Ordenamiento Urbano de San Miguel (Buenos Aires) para recuperar un espacio contiguo al río Reconquista en 2008. El proyecto fue declarado de interés municipal e impulsado por la Fundación y el Área de Ecología del Instituto del Conurbano de la Universidad Nacional de General Sarmiento (UNGS).
Anteriormente funcionaba como chatarrero donde se dejaban autos judicializados, además de escombros y basura. En 2011 se desarrolla un proyecto de ordenanza bajo el marco de la Ley Provincial de Áreas Protegidas para el desarrollo de la reserva.

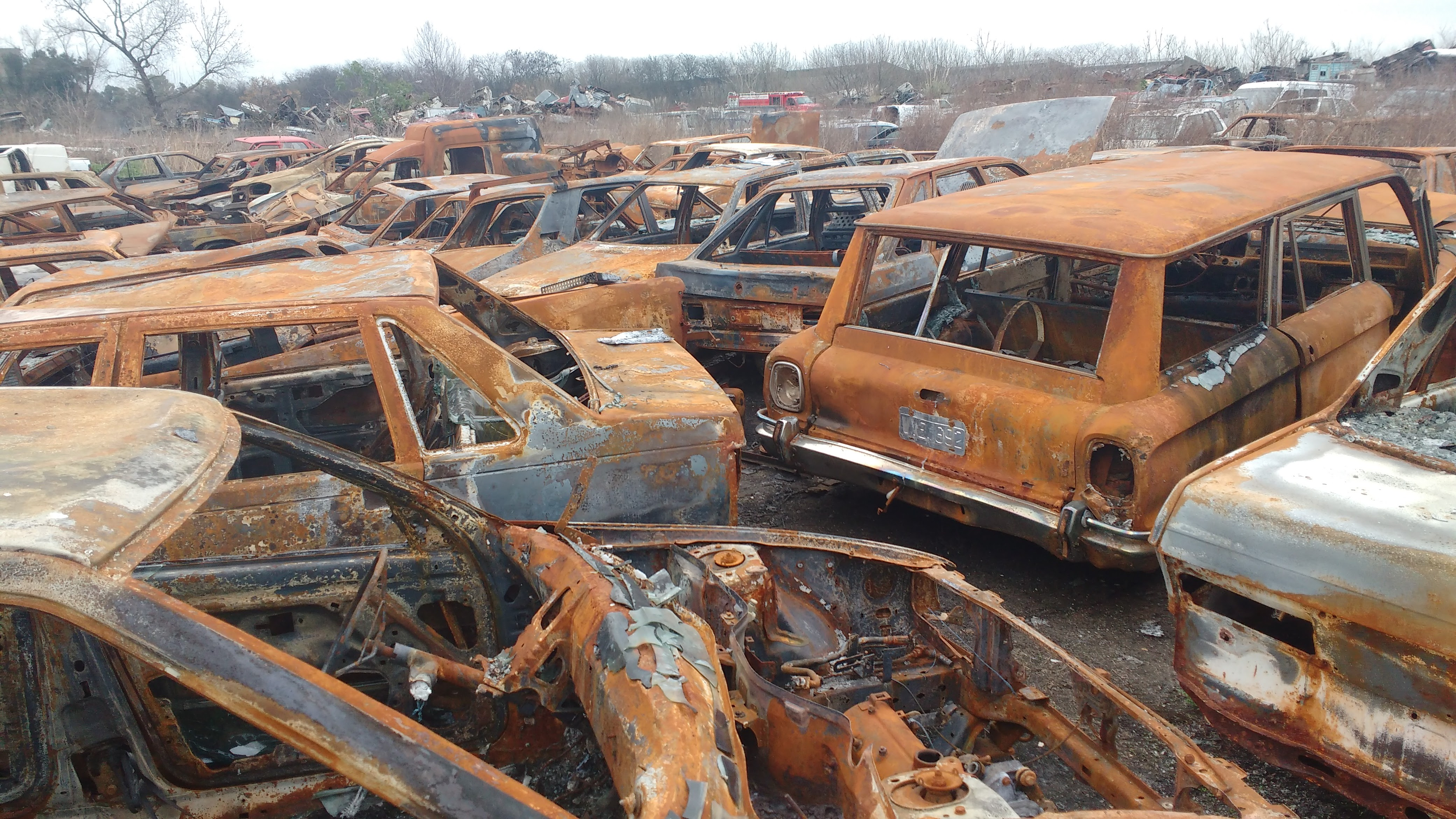
Depósito de autos no judicializados, retirados y compactados en el año 2012 durante la creación de la Reserva Natural Urbana El Corredor

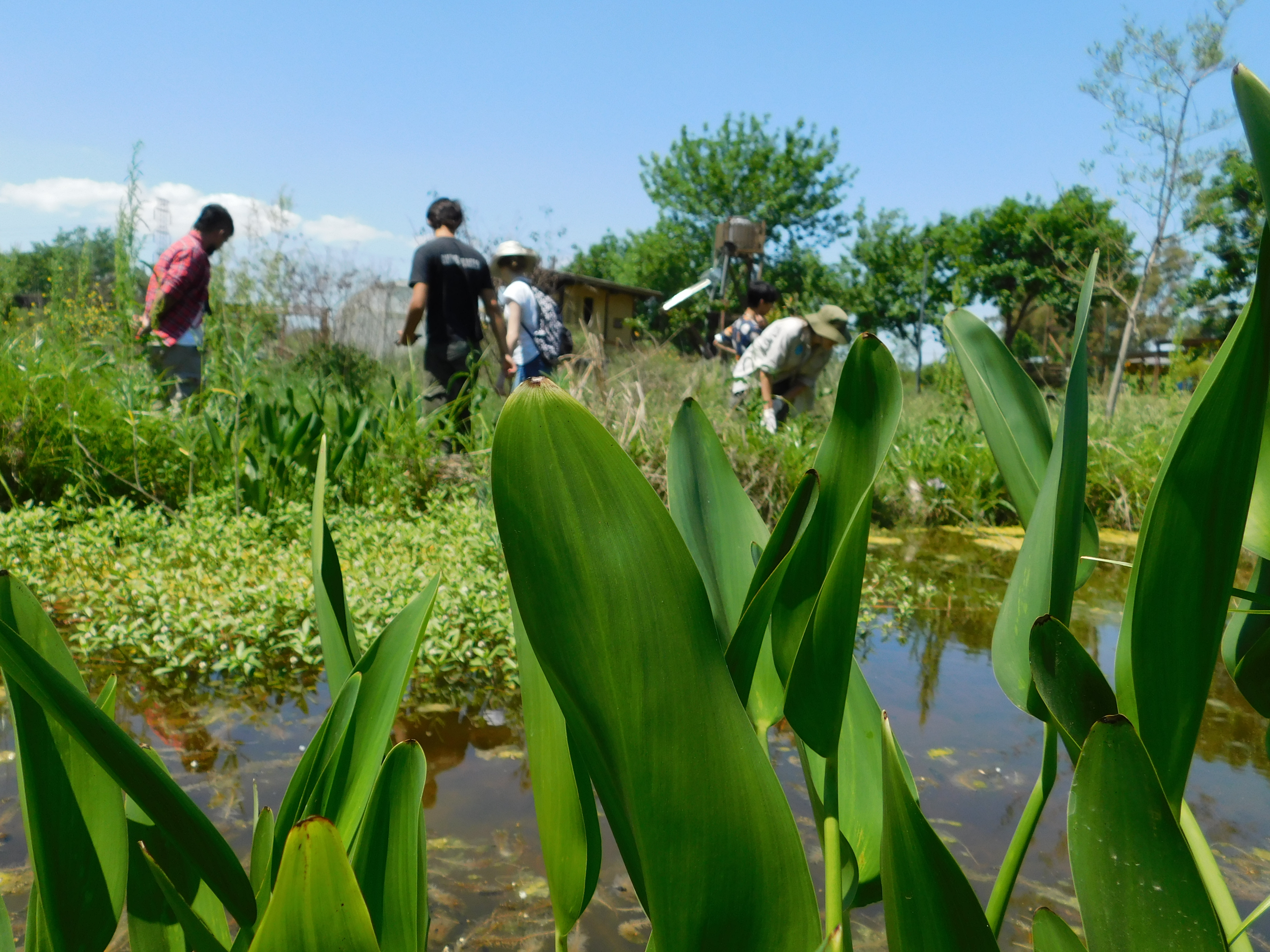
Visitantes de la Reserva Natural Urbana El Corredor, durante una actividad sobre la temática de anfibios. Foto tomada en octubre de 2024.

La reserva finalmente se abrió en 2015, luego de actividades de limpieza y restauración que se realizaron con el aporte voluntario de los vecinos. Conformando el primer espacio protegido del partido.
En octubre de 2022 la reserva se cerró y permaneció cerrada durante 16 meses, por obras de renovación.
En el año 2023 la reserva retoma sus actividades luego de la obra pública.

## Superficie
La reserva se extiende por 8,5 hectáreas al noroeste del cauce del río Reconquista en la ciudad de Bella Vista, en el partido de San Miguel (Buenos Aires), Actualmente es un espacio resultante de la rectificación del antiguo cauce del Río Reconquista y forma parte de la cuenca media de este Río que atraviesa 18 partidos de la provincia de Buenos Aires.
Cuenta con una pequeña laguna artificial, que permite el establecimiento de especies nativas como aves acuáticas, anfibios, entre otras especies que van sumando biodiversidad a este nuevo espacio.

## Ambientes
La reserva se encuentra en la ecorregión de pastizal pampeano.

Con fines educativos, la reserva muestra una representación de los ambientes de la provincia de Buenos Aires: Talar, pastizal, laguna y bañados y Río Reconquista.

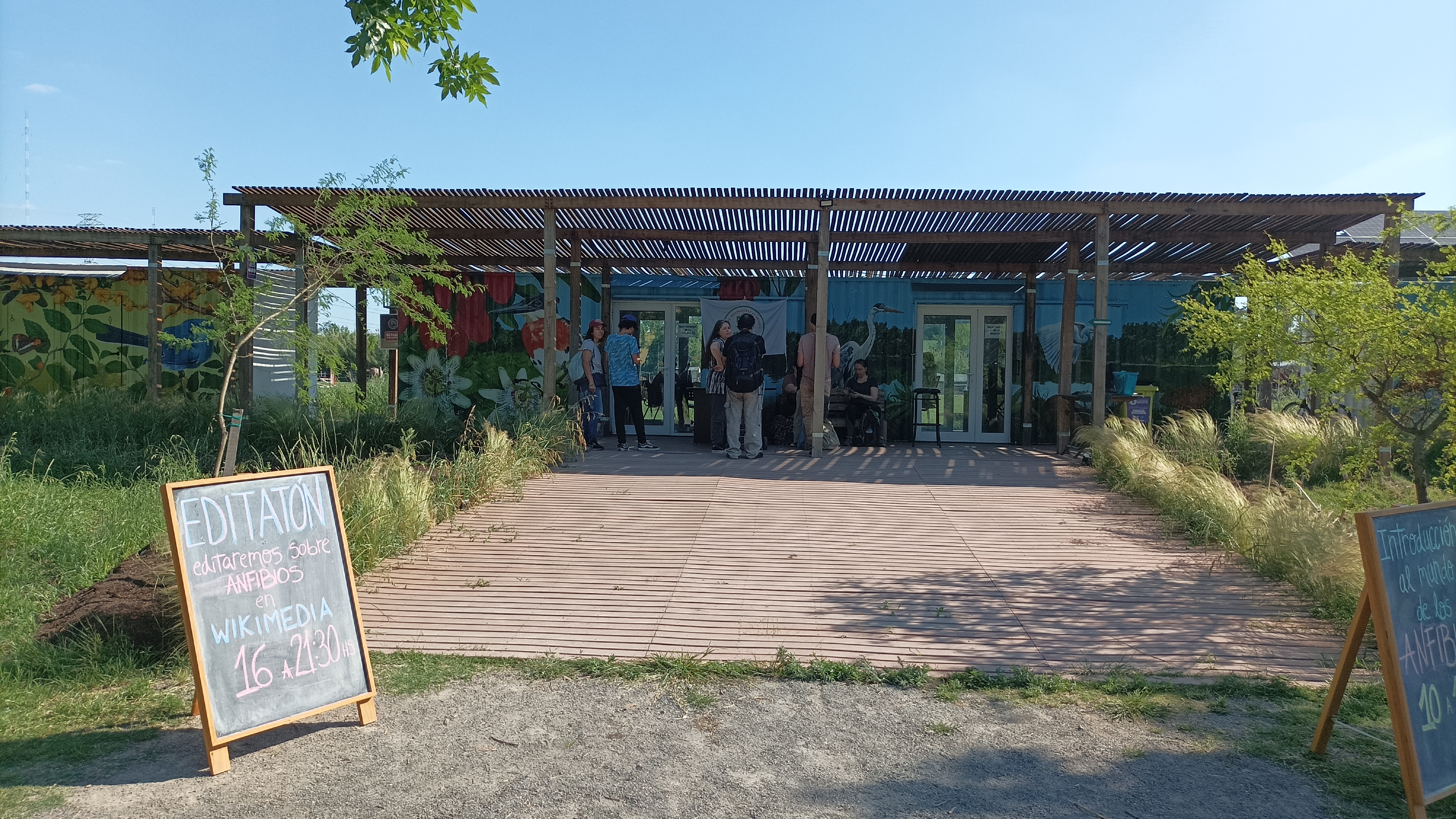
Recepción de la Reserva Natural Urbana El Corredor (San Miguel, Buenos Aires)
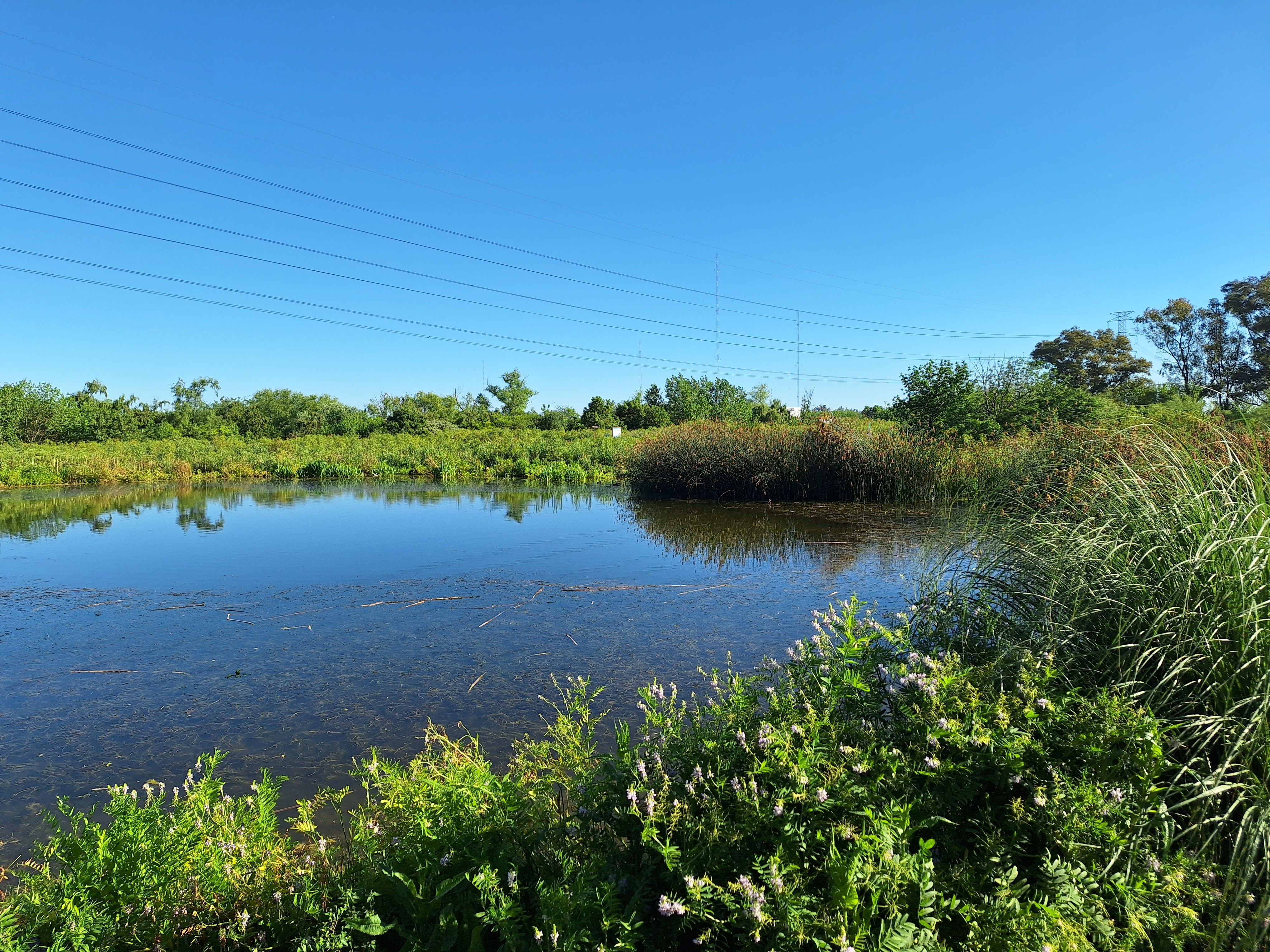
Laguna artificial de la Reserva Natural Urbana El Corredor (San Miguel, Buenos Aires)
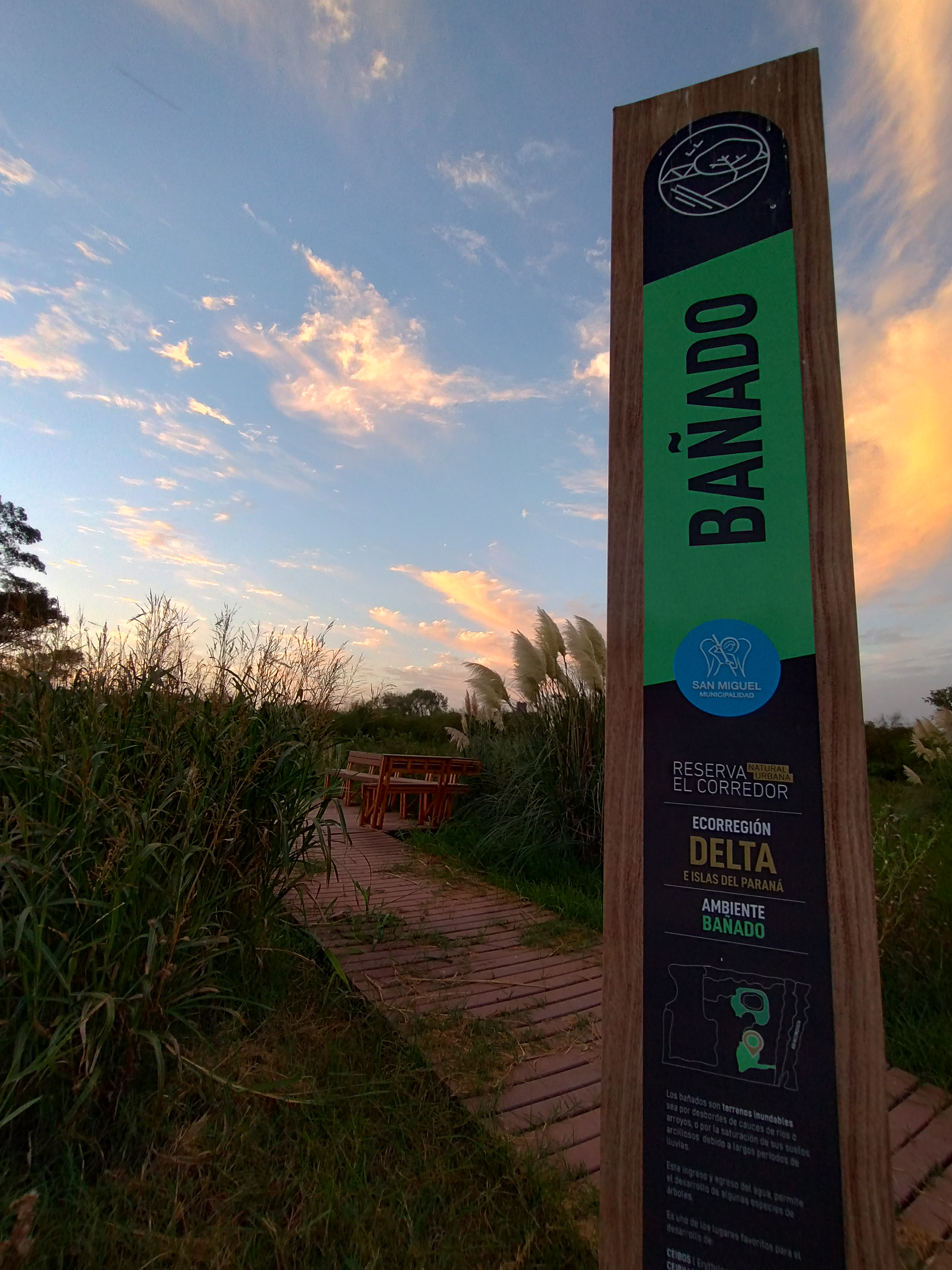
Ambiente de bañado dentro de la Reserva Natural Urbana El Corredor (San Miguel, Buenos Aires)
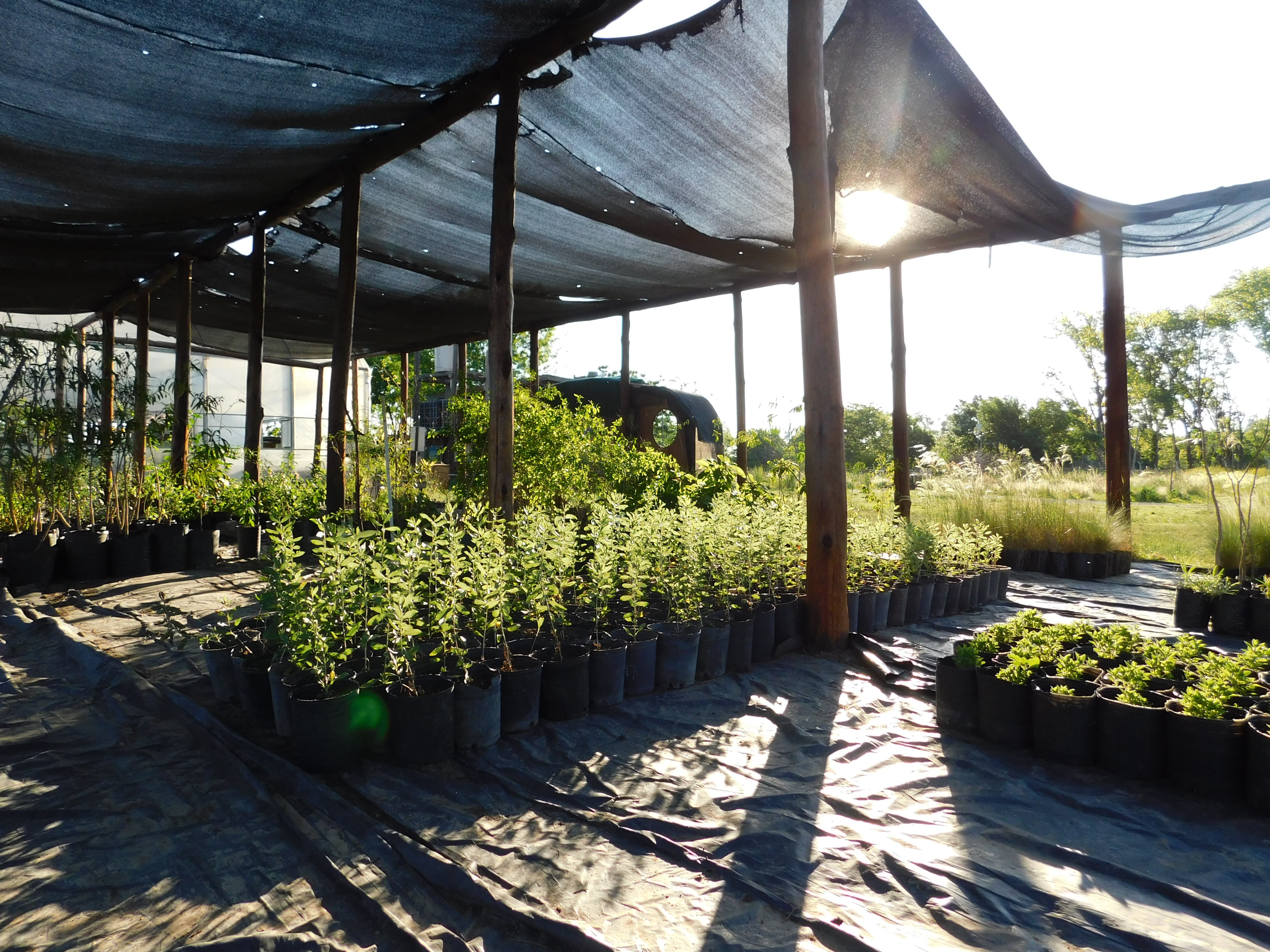
Umbráculo de la Reserva Natural Urbana El Corredor (San Miguel, Buenos Aires)

## Flora
Contiene tanto plantas nativas como exóticas. Entre las plantas nativas se encuentran: el tala (Celtis ehrenbergiana),  el ceibo (Erythrina crista-galli), Sen del Campo (Senna corymbosa), el Chal Chal (Allophylus edulis), las trepadoras mburucuyá (Passioflora caerulea), y tasi (Araujia odorata). El ceibo se localiza naturalmente pero también ha sido plantado como parte de las actividades de recuperación de la flora en este espacio. Las exóticas provienen en su mayoría de forestaciones municipales. El plátano es una de las especies dominantes, introducida en la primera forestación realizada por Adolfo Sourdeaux en 1902. Desde el inicio de la reserva se trabajó con voluntarios para contribuir a la recuperación y mejoramiento del espacio con plantaciones de especies nativas. 

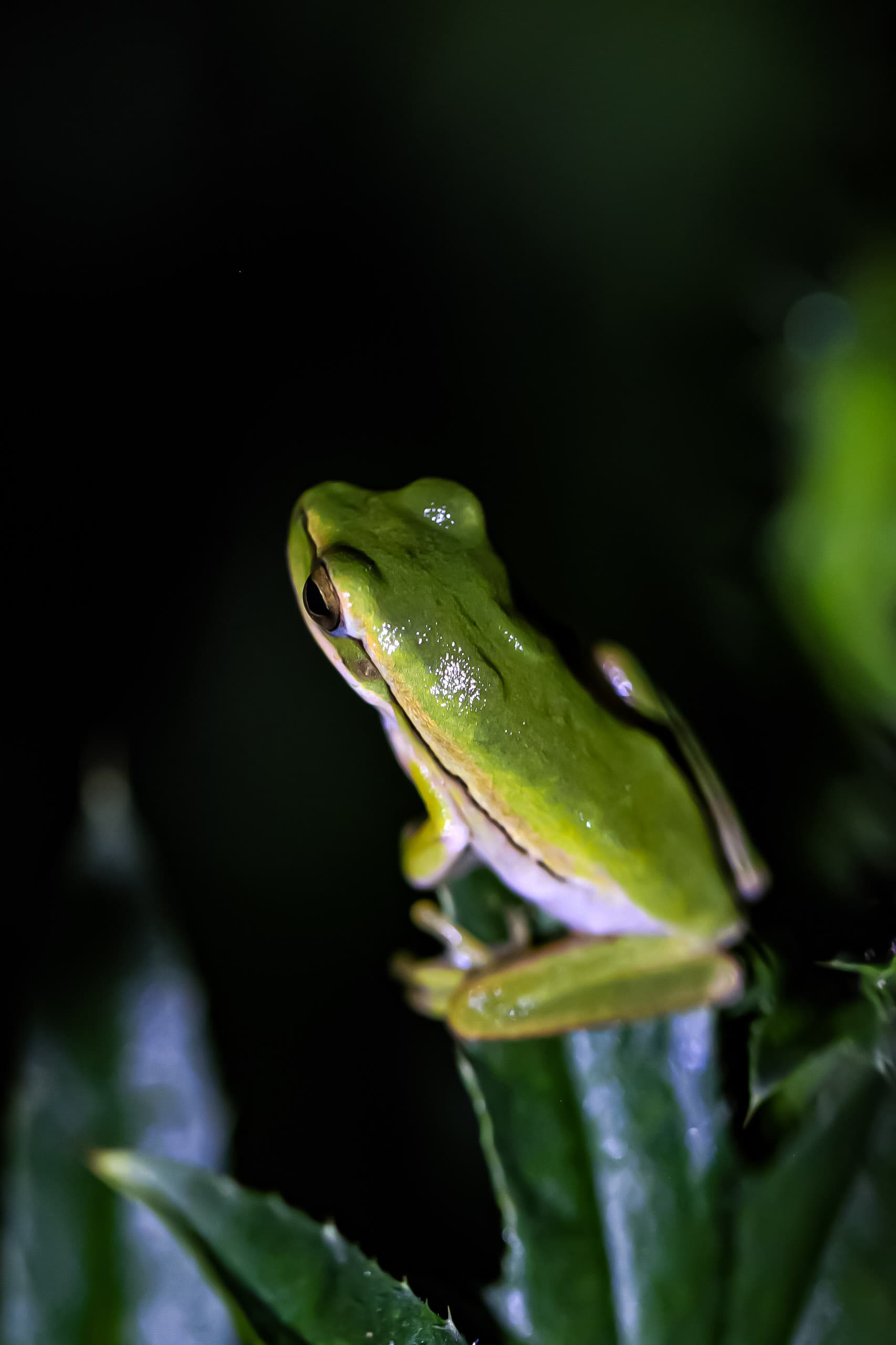
Boana pulchella, Ranita del Zarzal, encontrada en la Reserva Natural Urbana El Corredor, sobre una planta de cardo. 19.10.2024 21.30 pm

## Fauna
Hasta octubre de 2024 se han registrado en la reserva 107 especies de aves. Entre ellas se encuentran el benteveo (Pitangus sulphuratus), Pirincho (Guira guira), Carpintero Real (Colaptes melanochloros), Gallareta de Alas Blancas (Fulica leucoptera), Tingua Moteada (Porphyriops melanops), Gallineta Frente Roja (Gallinula galeata), macá de cara blanca (Rollandia rolland), Cuervillo Cara Pelada (Phimosus infuscatus), Garza bruja (Nycticorax nycticorax), Garcita Verdosa (Butorides striata), Carancho (Caracara plancus), Tordo Sudamericano (Molothrus bonariensis), Varillero Negro (Agelasticus cyanopus), Tordo Músico (Agelaioides badius), Calandria Grande (Mimus saturninus), Tacuarita Azul (Polioptila dumicola), Monterita Cabeza Negra (Microspingus melanoleucus), Cabecitanegra (Spinus magellanicus).
En el año 2023 junto a la Red de observadores de anfibios se registraron en la reserva cinco especies: Sapo argentino (Rhinella arenarum), ranita del zarzal (Boana pulchella), urnero (Leptodactylus latinasus), sapito cavador (Rhinella dorbignyi) y rana criolla (Leptodactylus luctator).
Otras especies encontradas son la Viborita Ciega (Amphisbaena darwinii), Lagartija Negra (Cercosaura schreibersii), Tortuga de Laguna (Phrynops hilarii), Comadreja Overa (Didelphis albiventris). Además de por lo menos 34 especies de artrópodos.

## Reconocimientos
- Noviembre de 2022 - conferencia "Gobierno y Servicios Públicos - ciudades para vivir bien": otorgado por IC Latinoamérica y la Fundación Internacional para el Desarrollo Local, por la presentación de la reserva como Experiencia de Gestión Ambiental.[6]
- Diciembre de 2022 - concurso "Experiencias Innovadoras de Planificación, Desarrollo Territorial y Políticas de Suelo para la Reconstrucción Argentina": otorgado por el Ministerio de Desarrollo Territorial y Hábitat de la Nación al a reserva como una de las veinte mejores experiencias nacionales innovadoras de transformación del territorio.[14][6]